# Alfred Dürr
Alfred Dürr (Berlin-Charlottenburg, 3 de marzo de 1918 – Gotinga, 7 de abril de 2011) fue un musicólogo alemán. Fue el principal editor de Neue Bach-Ausgabe, la segunda edición de las obras completas de Johann Sebastian Bach.

## Biografía
Alfred Dürr nació el 3 de marzo de 1918 en Berlin-Charlottenburg. Estudió musicología y filosofía clásica en la Universidad de Gotinga de 1945 a 1950. Escribió su tesis sobre las primeras cantatas de Bach. Desde 1962 hasta 1983 fue director del Johann-Sebastian-Bach-Institut en Gotinga. Dürr recibió el doctorado honorario de música por parte de la Universidad Humboldt de Berlín, de la Universidad de Oxford y de la Universidad Baldwin–Wallace de Ohio. Su 65º cumpleaños estuvo marcado por una Festschrift Bachiana et alia musicologica (Kassel: W. Rehm, 1983).

## Obra

### Investigación y edición
Dürr investigó la producción de Bach, especialmente la historia de sus obras, llegando a conclusiones a partir de las fuentes. Fue el principal editor de Neue Bach-Ausgabe, la segunda edición de las obras completas de Johann Sebastian Bach. Se trata de una edición histórico-crítica a partir de las fuentes, publicada entre 1954 y 2007. El musicólogo John Butt señaló:

«Si uno tuviera que destacar al estudioso que más ha hecho por establecer la nueva cronología de las obras vocales de Bach y que aparece con mayor frecuencia como editor dentro de la Neue Bach-Ausgabe, este sin duda tiene que ser Dürr.».

Su "concienzudo trabajo" cambió la cronología de las obras de Bach, especialmente la de sus cantatas.
De 1953 a 1974 Dürr fue editor del Bach-Jahrbuch (Almanaque Bach), junto con Werner Neumann, el fundador y director del Bach-Archiv Leipzig. Dürr escribió obras clásicas sobre las cantatas de Bach (1971) y sobre El clave bien temperado, que son de interés no solo para los especialistas, sino también para el público en general.
En 1957 publicó Zur Chronologie der Leipziger Vokalwerke J. S. Bachs en el Bach-Jahrbuch. En 1988 su libro sobre la Pasión según San Juan de Bach, Die Johannes-Passion von Johann Sebastian Bach, exploraba aspectos teológicos, así como las cuatro versiones de la obra. En 1977 amplió su tesis Studien über die frühen Kantaten J. S. Bachs, originalmente publicada en Leipzig en 1951. Alfred Dürr falleció el 7 de abril de 2011 en Gotinga.

### Publicaciones
- Die Kantaten von Johann Sebastian Bach. Bärenreiter, 1971.
  - The Cantatas of J. S. Bach. 197?.
- Johann Sebastian Bach, Die Johannes-Passion: Entstehung, Überlieferung, Werkeinführung. Bärenreiter, 1999.
  - Johann Sebastian Bach's St John Passion: Genesis, Transmission, and Meaning. Oxford University Press, 2000. Traducido por Alfred Clayton
- Johann Sebastian Bach. Die Kantaten. Bärenreiter, 2000.
  - The Cantatas of J. S. Bach: With Their Librettos in German-English Parallel Text. Oxford University Press, 2005. Traducido por Richard D. P. Jones
- Johann Sebastian Bach. Das Wohltemperierte Klavier. Bärenreiter, 2002.